# Anna Pjatychová
Anna Viktorovna Pjatychová (rusky Анна Викторовна Пятых; * 4. dubna 1981, Moskva) je ruská atletka, jejíž specializací je trojskok a okrajově skok daleký. Jejími největšími úspěchy je bronzová medaile z mistrovství světa (2005), bronz z mistrovství Evropy 2006 a stříbro z halového mistrovství světa 2006.
Má také bronz z mistrovství Evropy juniorů 1999, které hostila lotyšská Riga a je juniorskou vicemistryní světa v trojskoku z roku 2000.

## Diskvalifikace za doping
Mezinárodní sportovní arbitráž (CAS) rozhodla 18. srpna 2017 o čtyřleté diskvalifikaci za zneužití turinabolu (chlorodehydromethyltestosterone). Trest běží od 15. prosince 2016.

## Osobní rekordy
- trojskok (hala) – (14,93 m – 23. leden 2005, Moskva)
- skok daleký (hala) – (657 cm – 11. březen 2006, Moskva)
- trojskok (venku) – (15,02 m – 9. srpen 2006, Göteborg)
- skok daleký (venku) – (672 cm – 29. červen 2007, Moskva)